# ピンネシリ (新十津川町・当別町)
ピンネシリとは、北海道樺戸郡新十津川町と石狩郡当別町の境にある標高1,100.4mの山。神居尻山、隈根尻山と並んで樺戸三山の1つに数えられ、樺戸山地を構成する山の一つである。

## 概要
山名はアイヌ語で男山を意味している。『賓根知山』とも表記される。
石狩平野がまだ海だった時代に、先住の人々からは家の形をした山を意味する「チセネシリ」と呼ばれていた。伝説によると大嵐に襲われた人々が神の加護で山のほうに逃れて助かり、そのときに高い山を男山（ピンネシリ）、低い山を女山（マツネシリ）と呼ぶようになったという。なお、古い資料には「チセネシリ」から「地勢根尻山」とする資料もある（1958年の地質調査所「5萬分の1地質図幅説明書」では山塊の主峰を「地勢根尻山」とした上で「通称ピンネシリ」としている）。
山頂からは待根山や神居尻山を望むことができる。

## 登山道
- 道民の森コース

当別の道道28号線の『一番川道民の森キャンプ場』標識箇所より東に進み、道民の森一番川オートキャンプを目指して進み、キャンプ場の奥に、登山口がある。登山時間片道、登山口から山頂まで2時間ほど。
なお、2017年（平成29年）の大雨の影響により、登山口までの区間（一番川地区自然体験キャンプ場駐車場 - 登山口駐車場間の林道）も車両通行制限がしかれているため、キャンプ場から登山口までの約4.6kmも徒歩での移動を要する。
- 新十津川コース

そっち岳スキー場の近くに登山口がある。登山時間片道3時間ほど。

## 施設・建物
頂上に、レーダー雨雪量観測所がある。

## イベント
- ピンネシリ登山マラソン（新十津川町、毎年7月第1日曜日）

行程42kmである。参加料は3,500円、受付期間は4月中旬から5月下旬まで。

## 周辺の山
- 待根山（1,002m）
- 神居尻山（946.7m）：縦走はできない

なお、隈根尻山との間の登山道（ピンネシリの登山口 - 隈根尻山間、隈根尻山 - 待根山間）は崩落により2018年度（平成30年度）をもって廃道となっている。